# 森永教夫
森永 教夫（もりなが のりお、1948年または1949年 - ）は、日本の国土交通技官。東北地方整備局長、道路保全技術センター専務理事を歴任。瑞宝中綬章受章。

## 経歴
建設省入省、道路局国道第2課建設専門官、1995年4月 同道路保全対策官、1996年4月 河川局河川環境課都市河川室長、1998年4月 岡山県土木部長、2001年7月 国土交通省国土計画局調整課長、2002年7月 道路局地方道・環境課長、2005年1月 馬場直俊の後任として東北地方整備局長、2006年7月 坪香伸を後任として退官。

### 道路保全技術センターへの批判
退官後、道路保全技術センター専務理事。同センターは道路下の空洞調査を国交省から受注してきたが、「空洞見逃し」と国会で取り上げられ、2009年5月 直轄国道の舗装（路面）に関する保全検討委員会が設置された。同年8月 同センターが空洞はないと国交省に報告していた路線で大きな空洞が発見された。同月 検討委員会の席上で森永は今後、同省の空洞調査業務の入札に参加しないことを表明。11月には民主党政権下の公益法人見直しで前原誠司大臣から3年以内の解散を宣言された。同年末で理事長だった佐藤信彦が辞任し、森永が実質トップに。翌年2月、同省関東地方整備局は同センターを5か月間の指名停止処分とした。
2022年6月 一般社団法人全国圧入協会会長就任。

## 栄典
2019年秋の叙勲で国土交通行政事務功労により瑞宝中綬章を受章